# Julssand

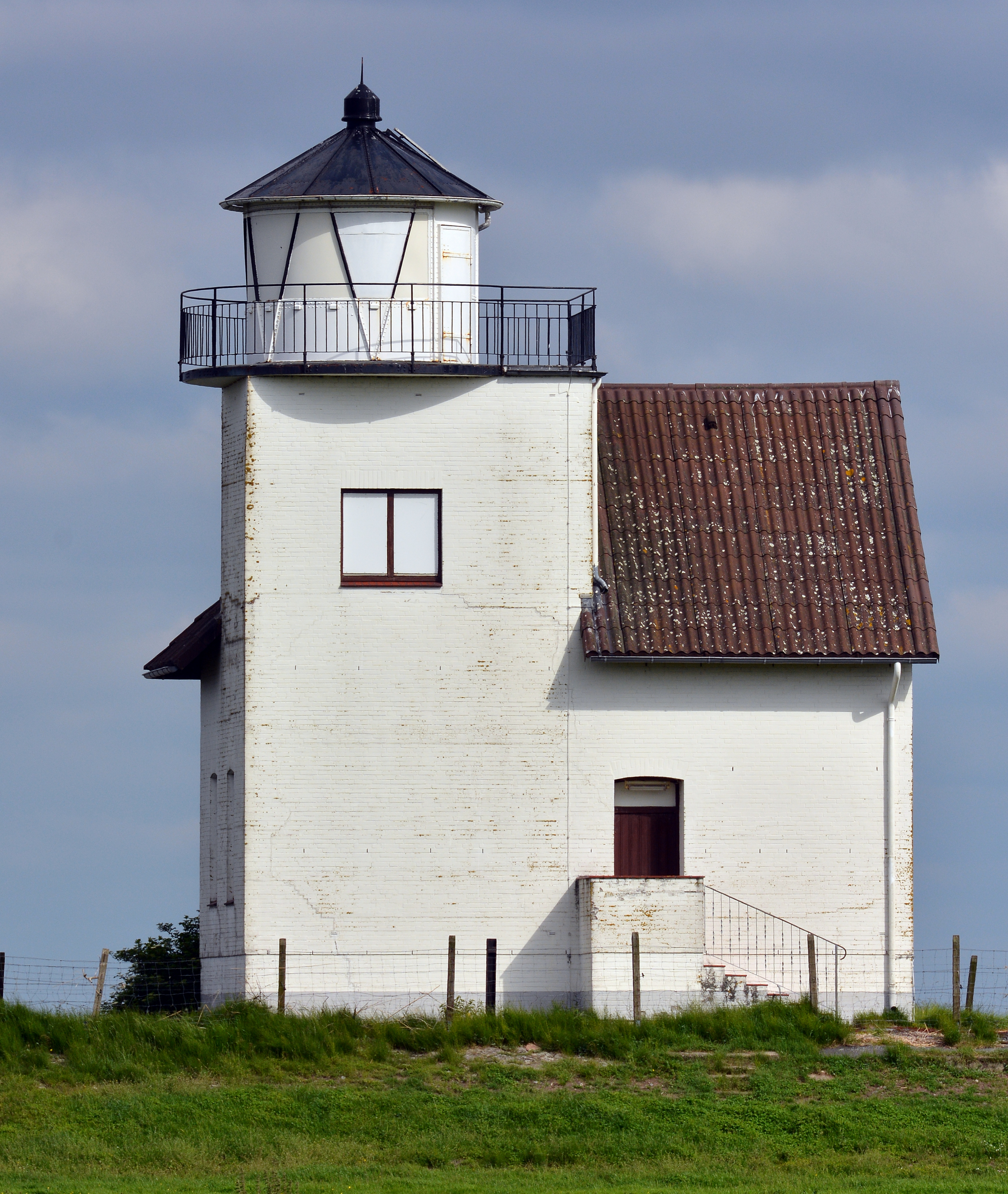
Der Kleine Kohn, Leuchtturm auf Julssand (2014)

Julssand oder Juelssand [ˈjuːl̩sˌzant] war eine Insel in der Unterelbe an der Hetlinger Schanze und gehörte ab 1928 zu Hetlingen.
Julssand wurde erstmals Ende des 17. Jahrhunderts urkundlich erwähnt und hatte eine Fläche von rund 265 Hektar. Sie war ab 1704 durchgehend bewohnt, bis die letzten Bewohner Ende der 1990er Jahre die ehemalige Insel verließen. Danach zerstörte, vermutlich durch Brandstiftung, ein Großfeuer das letzte Wohnhaus. Durch Sandanschwemmungen und Veränderungen des Flussbettes ist der Altarm der Unterelbe verlandet, so dass die ehemalige Insel heute direkt mit der Hetlinger Schanze verbunden ist. Seit 1984 gehört Julssand zum Naturschutzgebiet Haseldorfer Binnenelbe mit Elbvorland und ist ein bedeutendes Rast- und Brutgebiet für Zugvögel.

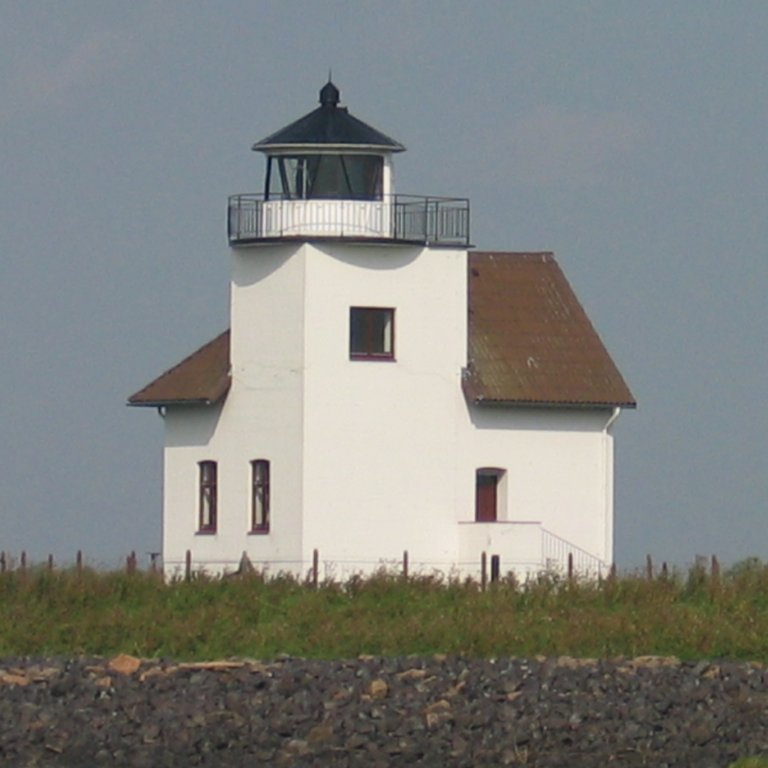
In seinem letzten Betriebsjahr besitzt der Leuchtturm noch Fensterscheiben (2009)

An der Westspitze befindet sich der im Jahr 1896 gebaute Leuchtturm von Julssand, der von Seglern auch Kleiner Kohn genannt wird. Bis zum 11. Januar 2010 war er das älteste in Betrieb befindliche Leuchtfeuer an der Unterelbe, dann wurde sein Feuer endgültig gelöscht – die Kosten-Nutzen-Relation des sehr niedrigen und vor dem beleuchteten Stader Industriegebiet schlecht erkennbaren Leitfeuers für das Hauptfahrwasser der Unterelbe in Höhe der Elbinsel Lühesand reichte aus Sicht der Wasserstraßen- und Schifffahrtsverwaltung des Bundes nicht mehr aus.
Das Bauwerk markiert aber weiterhin die Einfahrt zum Dwarsloch und damit zum Haseldorfer Hafen. Es steht unter Denkmalschutz.
Ebenfalls auf der ehemaligen Insel befindet sich der ca. 186 m hohe, nördliche Mast der Elbekreuzung 1, der eine 220-kV-Drehstromleitung über die Elbe trägt.
Koordinaten:
- früherer Leuchtturm Julssand: 53° 37′ 17,9″ N, 9° 33′ 21,7″ O
- Nördlicher Mast der Elbkreuzung 1: 53° 36′ 34″ N, 9° 35′ 4″ O